# Вале-де-Камбра
Ва́ле-де-Ка́мбра (порт. Vale de Cambra; МФА: [ˈva.ɫɨ dɨ ˈkɐ̃.bɾɐ], «Камбрська долина») — муніципалітет і місто в Португалії, в окрузі Авейру. Розташований у північно-західній частині країни, на теренах історичної португальської провінції Бейра. Належить до Авейрівської діоцезії Католицької церкви в Португалії. Права міського самоврядування має з 1514 року. Поділяється на 7 парафій. За адміністративним поділом, чинним до 1976 року, був складовою провінції Берегова Бейра. Площа муніципалітету — 147,33 км², населення муніципалітету — 22864 ос. (2011); густота населення — 155,19 осіб/км²
. Патрон — святий Антоній. Святковий день муніципалітету — 13 червня. Поштовий індекс — 3730.  Код місцевої адміністративної одиниці — 0119. Складова статистичного регіону Північ.

## Назва
- Вале-де-Камбра (порт. Vale de Cambra) — сучасна португальська назва.
- Валле (порт. Valle) — стара португальська назва.

## Географія
Вале-де-Камбра розташована на північному заході Португалії, на сході округу Авейру.
Місто розташоване за 32 км на північний схід від міста Авейру.
Вале-де-Камбра межує на півночі з муніципалітетом Арока, на сході — з муніципалітетом Сан-Педру-ду-Сул, на сході — з муніципалітетом Олівейра-ду-Байрру, на південному сході — з муніципалітетом Олівейра-де-Фрадеш, на півдні — з муніципалітетом Север-ду-Вога, на заході — з муніципалітетом Олівейра-де-Аземейш.

### Клімат
| Клімат Вале-де-Камбра   | Клімат Вале-де-Камбра | Клімат Вале-де-Камбра | Клімат Вале-де-Камбра | Клімат Вале-де-Камбра | Клімат Вале-де-Камбра | Клімат Вале-де-Камбра | Клімат Вале-де-Камбра | Клімат Вале-де-Камбра | Клімат Вале-де-Камбра | Клімат Вале-де-Камбра | Клімат Вале-де-Камбра | Клімат Вале-де-Камбра | Клімат Вале-де-Камбра |
| Показник                | Січ.                  | Лют.                  | Бер.                  | Квіт.                 | Трав.                 | Черв.                 | Лип.                  | Серп.                 | Вер.                  | Жовт.                 | Лист.                 | Груд.                 | Рік                   |
| Середній максимум, °C   | 13,5                  | 14,3                  | 16,2                  | 17,5                  | 19,6                  | 22,7                  | 24,7                  | 25,0                  | 24,0                  | 20,9                  | 16,7                  | 13,9                  | 19,1                  |
| Середня температура, °C | 9,3                   | 10,1                  | 11,5                  | 12,9                  | 15,1                  | 18,1                  | 19,9                  | 19,8                  | 19,0                  | 16,2                  | 12,3                  | 9,9                   | 14,5                  |
| Середній мінімум, °C    | 5,1                   | 5,9                   | 6,8                   | 8,3                   | 10,6                  | 13,5                  | 15,0                  | 14,6                  | 13,9                  | 11,4                  | 7,9                   | 5,9                   | 9,9                   |
| Днів з опадами          | 14                    | 13                    | 11                    | 10                    | 9                     | 6                     | 2                     | 3                     | 6                     | 10                    | 12                    | 12                    | 108                   |
| ----------------------- | --------------------- | --------------------- | --------------------- | --------------------- | --------------------- | --------------------- | --------------------- | --------------------- | --------------------- | --------------------- | --------------------- | --------------------- | --------------------- |
| Джерело: www.yr.no      |                       |                       |                       |                       |                       |                       |                       |                       |                       |                       |                       |                       |                       |

## Історія
1514 року португальський король Мануел I надав Вале-де-Камбрі форал, яким визнав за поселенням статус містечка та муніципальні самоврядні права.

## Населення
| Кількість мешканців | Кількість мешканців | Кількість мешканців | Кількість мешканців | Кількість мешканців | Кількість мешканців | Кількість мешканців | Кількість мешканців | Кількість мешканців | Кількість мешканців | Кількість мешканців | Кількість мешканців | Кількість мешканців | Кількість мешканців | Кількість мешканців |
| ------------------- | ------------------- | ------------------- | ------------------- | ------------------- | ------------------- | ------------------- | ------------------- | ------------------- | ------------------- | ------------------- | ------------------- | ------------------- | ------------------- | ------------------- |
| 1864                | 1878                | 1890                | 1900                | 1911                | 1920                | 1930                | 1940                | 1950                | 1960                | 1970                | 1981                | 1991                | 2001                | 2011                |
| 10 188              | 11 495              | 11 358              | 12 264              | 13 290              | 13 920              | 15 745              | 17 437              | 19 193              | 20 404              | 21 430              | 24 224              | 24 537              | 24 798              | 22 864              |

## Парафії
- Аройнш
- Сан-Педру-де-Каштелойнш
- Сепелуш
- Кодал
- Жункейра
- Масієйра-де-Камбра
- Роже
- Віла-Шан
- Віла-Кова-де-Перріню